# Karai (Tartarughe Ninja)
Karai è un personaggio che appare nel franchise di Tartarughe Ninja. Di solito è un membro di alto rango dell'organizzazione ninja fuorilegge del Clan del Piede. È stata introdotta nella serie di fumetti di Kevin Eastman e Peter Laird in Tartarughe Ninja nel 1992. Da allora, è apparsa in diversi fumetti, serie televisive, film e videogiochi di Tartarughe Ninja. È raffigurata come la seconda in comando o figlia adottiva di Shredder nella maggior parte delle versioni e condivide una rivalità con Leonardo ed è a volte considerata il suo interesse amoroso. In una versione dei fumetti, è la nipote di Shredder, mentre nella serie del 2012 è Hamato Miwa, l'unica figlia di Hamato Yoshi / Splinter e della defunta Tang Shen.

## Biografia
Karai viene presentata come una dei leader del Clan del Piede in Giappone (un membro del suo Consiglio dei Cinque) che è giunta a New York City per ristabilire l'ordine. Da quando Leonardo ha ucciso Shredder (Oroku Saki), la fazione del Piede a New York è nel caos, con diversi gruppi in guerra tra loro per il controllo finale, fatta eccezione per l'Élite di Shredder, che ha portato a termine attacchi apparentemente immotivati contro le altre fazioni. Poco dopo il suo arrivo a New York, Karai cattura Leonardo e offre alle Tartarughe un patto: se le Tartarughe avessero distrutto gli Elite, avrebbe offerto loro una tregua con il Clan del Piede. Dopo un dibattito, le Tartarughe finalmente accettano di chiedere l'assistenza di Karai per affrontare gli Elite. Mentre raggiungono il suo quartier generale nel grattacielo, trovano guardie del Piede morte e il capo del Piede che culla il cadavere di una ragazza. Viene rivelato che la ragazza era la figlia di Karai e, disperata, fa giurare a Leonardo che l'aiuterà a uccidere tutti gli Elite. Durante uno scontro finale, cinque Elite si affrontano contro le Tartarughe, Karai e i suoi soldati del Piede. Karai travestita, indossando l'armatura di Shredder, ordina agli Elite di commettere seppuku, ma solo uno lo fa. Dopo un duro combattimento, le Tartarughe e Karai sono le uniche rimaste in piedi. Karai ringrazia le Tartarughe per il loro aiuto, ma loro rispondono che non deve loro altro che la sua parola, alla quale lei acconsente, dicendo che "il Clan del Piede non vi darà più fastidio", e torna in Giappone. 
Karai è tornata a stabilirsi a New York e sta usando un'armatura ad alta tecnologia. Chiede a Leonardo di aiutarla a catturare vivo uno dei misteriosi guerrieri che stanno dando molti problemi al Piede ovunque.  Quando Leonardo vede attraverso la sua bugia su certi libri mistici, anche se di solito è una brava bugiarda, sospetta che qualcosa la stia turbando molto o che qualcosa la stia controllando. Alcune settimane dopo, Karai visita un night club locale di alto profilo, incontrando Casey Jones , ancora desideroso di sua moglie April O'Neil che è partita per un pellegrinaggio in cerca di anima. Karai porta Jones nel suo condominio privato, dove si sveglia nudo e senza ricordare nulla della notte precedente. Scopre in seguito che Karai, visibilmente spensierata, sa qualcosa della notte prima, ma è esitante a dirglielo. (Secondo Peter Laird, che ha condiviso questo numero del fumetto online, "ciò che sta accadendo con Mike, e con Karai e Casey, avrà conseguenze significative. E non posso dire di più." Laird ha anche osservato: "È possibile che a un certo punto potremmo sapere di più sull'origine di Karai e su sua figlia. Non sono sicuro di quanti anni abbia esattamente Karai, ma potrebbe essere che sua figlia sia stata adottata. In generale, considero l'intervallo di tempo tra il Volume 2 e il Volume 4 circa quindici anni." )

## Differenti incarnazione

### Televisione
- Tartarughe Ninja (serie animata): Karai appare nelle serie animata del 2003, e in questa versione è stata abbandonata dai suoi genitori in giovane età a Tokyo e adottata dal malvagio alieno Ch'rell, l'Utrom Shredder. Addestrata nel ninjutsu e aspirante praticante del bushido, Karai appare inizialmente come un membro di alto rango e alla fine diventa il leader del clan. Nel corso della serie, Karai appare come alleata e nemica delle Tartarughe, condividendo una relazione complicata con loro, in particolare con Leonardo (nonché amante dell'eroe principale).
- Teenage Mutant Ninja Turtles - Tartarughe Ninja: In questa serie, Karai è un membro adolescente del Clan del Piede e una maestra kunoichi. Nel finale della prima stagione, viene rivelato che Karai è Miwa, l'unica figlia di Hamato Yoshi e Tang Shen, che è stata rapita e cresciuta da Shredder dopo la morte di Shen. Nella seconda stagione, Karai viene mutata in una vipera cornuta albina antropomorfa dopo essere caduta in una vasca di mutageno che Shredder e Baxter Stockman intendevano usare contro le Tartarughe. Tuttavia, è in grado di tornare alla sua forma umana a piacimento grazie all'aggiunta accidentale di un ingrediente extra al mutageno da parte di Stockman.
- Rise of the Teenage Mutant Ninja Turtles - Il destino delle Tartarughe Ninja: Karai appare nell'ultimo episodio in quattro parti della serie animata. In questa versione del personaggio è la trisavola materna di Splinter e la figlia biologica di Shredder. Dopo che Oroku Saki fu corrotto dalla sua armatura magica e divenne Shredder, Karai fondò il Clan Hamato per fermarlo e imprigionò se stessa e Saki nel Regno del Crepuscolo per cinque secoli.

### Film
- TMNT: In questo film d'animazione, Karai è la nuova leader del Clan del Piede, assunto dal misterioso miliardario Max Winters per aiutarlo e i suoi Generali di Pietra a dare la caccia ai tredici antichi mostri immortali.
- Turtles Forever: Karai riappare anche nel film d'animazione del 2009 in cui segue dopo gli eventi della serie animata del 2003.
- Tartarughe Ninja (film). Karai fece la sua prima apparizione in live-action, e in questa versione è la fedele luogotenente di Shredder che guida molte delle missioni sul campo del Clan del Piede. Riappare anche nel sequel del 2016.